# دنيس ماكدونالد
دنيس ماكدونالد (بالإنجليزية: Dennis MacDonald)‏ هو عالم عقيدة أمريكي، ولد في 1946.